# Pseudanapaea denotata
Pseudanapaea denotata är en fjärilsart som beskrevs av Walker 1865. Pseudanapaea denotata ingår i släktet Pseudanapaea och familjen snigelspinnare. Inga underarter finns listade i Catalogue of Life.